# Valentine Demy
Valentine Demy (eredetileg Marisa Parra) (Pisa, 1963. január 23. –) olasz fotómodell, testépítő, filmszínésznő, pornószínésznő, filmrendező és producer. Előfordul Valentine Demi névformában is.

## Életpályája
Marisa Parra a toszkánai Pisában született. Még nem volt 18 éves, amikor valódi életkorát elhallgatva pincérnőként kezdett dolgozni Milánóban. Szorgalmasan gyakorolta a body-buildinget, kisportolt testének jó hasznát vette fotómodell- és pornószínésznői karrierje során. Egy helyi lap hirdetési rovatában mellett jelentek meg fotói. Egy évvel később fehérnemű-bemutatókon manökenként lépett fel, emellett ilyen hirdetésekben fotómodellként is dolgozott. 1987-ben már közreműködött első erotikus filmszerepeiben, Mario Gariazzo rendező Intrigo d’amore c. filmjében, Milly D’Abbraccióval, és Lorenzo Onorati rendező Femmine-jében, Baby Pozzival. Mindkét filmbéli partnernője vele egyidős kezdő színésznő volt, úgynevezett B-filmekben indultak, és később Valentine-hez hasonlóan pornográf filmekben csináltak komolyabb karriert.
Egy fehérnemű-hirdetésben megjelent fotójára figyelt fel Joe D’Amato filmrendező. Marisának adta a főszerepet az Amore sporco c. erotikus thrillerben, amely egy sorozat (Undici giorni, undici notti / 11 nap, 11 éjszaka) egyik filmje volt. A filmben a nála 13 évvel idősebb, már nevet szerzett Laura Gemserrel együtt szerepelt. Hamarosan a sorozat egy másik filmjében, a Pomeriggio Caldóban (Forró délután) című erotikus thrillerében, szintén Laura Gemserrel. Valentine ebben a filmben egy feleséget alakít, Connie-t, akit egy titokzatos szektához sodródik, ahol szexuális kalandok sorozatát éli meg. Hírnevét nem annyira színésznői tehetsége, inkább szenvedélytől fűtött közreműködése a nyíltan erotikus jelenetek hosszú sorában. Joe D’Amato erotikus filmjei hozták meg számára az áttörést.
1988-ban mellékszerepet játszott Tinto Brass rendező játékfilmjében, a Snack Bar Budapest-ben, Giancarlo Giannini és Philippe Léotard társaságában. Következő filmjeinek előzeteseiben Valentine Demy-t már úgy reklámozták: Carla a Snack Bar Budapest-ből... Főszerepet kapott Sergio Bergonzelli 1990-es Malizia Oggi c. erotikus filmjében. Ő játszotta a másik főszereplőnek, az 1970-es születésű Debora Calínak (Luna) anyukáját. Mindkét filmet bemutatták Magyarországon is, az utóbbit Mai rosszmájúság címmel.
1989-ben saját nevén, Lora szerepét alakította Beppe Cino független filmrendező „Intimo” c. erotikus játékfilmjében, Eva Grimaldival együtt. Ugyanabban az évben főszerepet Alex Damiano rendező Casa di piacere c. filmjében, az érzéki Évát alakította. A filmet angol nyelvterületen The Love Games Intrigue címmel, vagy az Amore Sporco folytatásaként, Dirty Love Two címmel forgalmazták. Közben saját nevén, Marisa Parraként drámai filmekben is szerepelt, pl. Andrea Bianchi rendező Io Gilda c. filmjében (Lulu szerepében). Tinto Brass 1991-es Paprika c. erotikus románcában ismét Debora Calíval együtt kapott szerepet (Beba). A film Olaszországban nagy közönségsikert aratott, de a szexualitásról mutatott világképe miatt heves viták is folytak róla.
Az 1990-es évektől Valentine Demy, kihasználva az erotikus filmekben szerzett hírnevét, rendszeres privát fellépéseket kezdett vállalni. Felnőtt live-show műsorokban lépett fel, különlegességét a body-buildinges gyakorlatokon megizmosodott, kisportolt teste szolgáltatta. Innen már csak egyetlen lépés volt a pornófilmes szereplés. 1992-től egyik hardcore szerepet a másik után vállalta el, napjainkig (2010-ig) mintegy 40 pornófilmben szerepelt, fő- vagy mellékszerepekben.
Az ezredforduló után Valentine Demy-hez rendszeres fellépő partnerként csatlakozott a nála 22 évvel fiatalabb, 1983-as születésű Elena Grimaldi is, akihez szoros és tartós privát kapcsolat is fűzte. 2007-ben mindketten főszerepet kaptak Marco Trevi (alias Silvio Bandinelli) producer és rendező Scatti & Ricatti c. pornófilmjében.
Valentine Demy „felnőtt filmes” karrierje sokkal sikeresebbnek mondható, mint normál B-filmes munkássága. Az ezredforduló utáni első években Olaszország egyik legismertebb és legkedveltebb pornósztárjává vált. Szívesen és gyakran vállalt extrém hardcore jeleneteket, a műfaj határait feszegetve. Karrierjének (eddigi) csúcsa a milánói Mi-Sex erotikus kiállításon való megjelenése volt. A színpadon bemutatott élő szexjelenetéért megkapta a 2008 Adult performer of the year díjat.
Élettársi kapcsolat fűzte (Elena Grimaldi mellett) az 1967-es születésű Franco Trentalance olasz pornószínészhez. Valentine Demy ma is igen gyakran felléptetett színpadi szex-előadó. 2009-ben Németországban megrendezett egy pornófilmet, amelyben ő maga is szerepelt, Jois pornószínész partnereként (Rosetten in Ketten). 2010-ben saját produkciót is készített, ebben szintén ő a központi szereplő (Tutte le donne di Valentine).

## Filmjei
- 1988: Intrigo d’amore
- 1988: Femmine
- 1988: Snack Bar Budapest, Carla[3]
- 1988: Undici giorni, undici notti / 11 days 11 Nights, Part 5: Amore Sporco/ Dirty Love, (Terry Jones)[12] (Laura Gemserrel)
- 1988: Amore sporco / Dirty Love Terry Jones[12]
- 1988: Un sapore di paura
- 1989: Abatjour 2
- 1989: Guendalina
- 1989: L’ultima emozione
- 1989: Rose Bluelight
- 1989: Casa di piacere, Eva
- 1989: Undici giorni, undici notti / 11 days 11 Nights, Part 3: Pomeriggio caldo / The Final Chapter (Connie)[13] (Laura Gemserrel)
- 1989: Io Gilda, Lulu (Marisa Parra néven)
- 1989: Intimo, Lora (Marisa Parra néven)
- 1990: Mai rosszmájúság / Malizia oggi, Luna anyja[5]
- 1990: Il sofà
- 1990: Hard Car - Desiderio sfrenato del piacere
- 1990: Sapore di donna, Lori
- 1991: Lolita per sempre (videó)
- 1991: Paprika, Beba
- 1991: Classe di ferro (tv-sorozat), Il figlio del reggimento c. epizód
- 1991: Abbronzatissimi
- 1992: Valentina Valentina
- 1993: Le occasioni di una signora per bene
- 1996: The Erotic Adventures of Zorro (videó)
- 1997: Francesca: Sinfonia anale, Francesca (Valentine Demi néven)
- 1997: Il sequestro - Sindrome di Stoccolma
- 1998: Nirvana l
- 1998: La puttana dello spazio
- 2002: Suor ubalda 1 (videó) (Valentine Demì néven)
- 2004: Suor ubalda 2 (videó) (Valentine Demì néven)
- 2004: Cara maestra (videó)
- 2005: My Friends... (videó), Dora Venterrel, Claudia Ferrarival
- 2007: Scatti & ricatti, Elena Grimaldival
- 2008: Io ti assolvo (TV-film)
- 2008: Private Specials 4: Italian Mamas (videó)
- 2009: Rosetten in Ketten (videó)

Producerként
- 2010 : Tutte le donne di Valentine (videó)